# Тяван-муси
Тяван-муси (яп. 茶碗蒸し, «пареный в чайной чашке») — японское блюдо: несладкий заварной крем из яйца, приготовляемый на пару. В отличие от других заварных кремов, тяван-муси представляет собой самостоятельное блюдо, которое едят горячим или холодным. Одно из немногих японских блюд, которые едят ложкой.

## Состав
Тяван-муси состоит из яичной смеси, заправленной соевым соусом, даси, мирином. Дополнительные ингредиенты (шиитаке, камабоко, корень лилии, кусочек варёной креветки) помещаются в контейнер, напоминающий тяван — чашку для чая, и заливаются яичной смесью. Тяван-муси с удоном называется одамаки-муси или одамаки-удон.